# A. W. Lambrecht & Co.

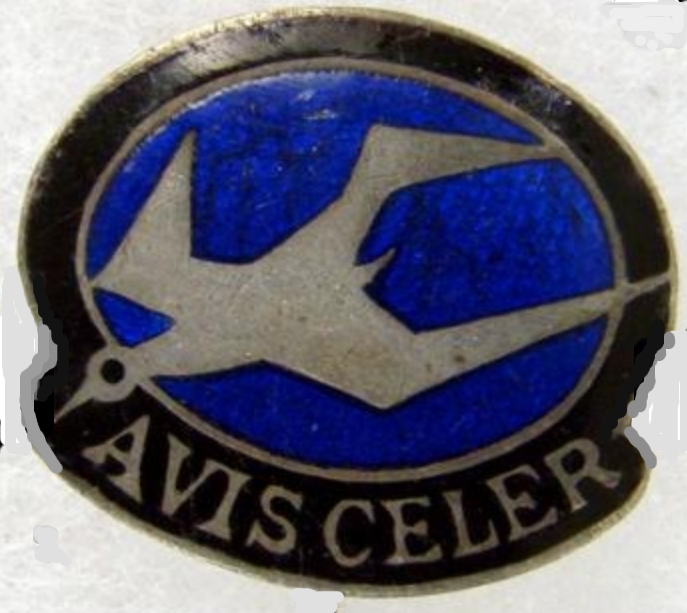
Logo Avis Celer, lateinisch für „Schneller Vogel“

A. W. Lambrecht & Co., später auch Otto Hammer & Walter Lambrecht genannt, produzierte von 1925 bis 1931 in Hannover Motorräder unter dem Markennamen Avis Celer.

## Geschichte und Beschreibung
Das 1925 gegründete Unternehmen firmierte anfangs in den Räumen der Kunst- und Bauschlosserei August Lambrecht in der Dieckbornstraße 11 als Kraftfahrzeug- und Fahrradreparatur-Werkstatt A. W. Lambrecht & Co. Schon 1927 wurden Satteltank-Konstruktionen hergestellt. 1929 wurde das Unternehmen von A. und W. Lambrecht in Hannover-Linden betrieben.
Zu den Produkten gehörten anfangs teils Sporträder mit Zweitaktmotoren von 175 oder 200 cm³ von Villiers. Später waren es auch Viertaktmotoren von J.A.P. und M.A.G. mit 250, 350 oder 500 cm³.

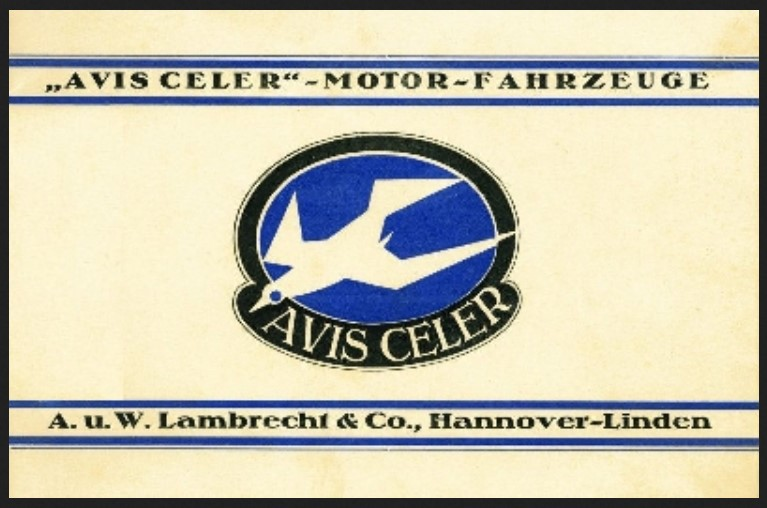
1929: Titelblatt eines Prospektes von A. u. W. Lambrecht & Co., Hannover-Linden

Zeitweilig wurden die Räder von Otto Hammer & Walter Lambrecht in der Schulenburger Landstraße 94 in Hannover-Hainholz hergestellt.